# Уэль, Шарль
Шарль Уэль (фр. Charles Houël, 1616, Париж, Франция — 22 апреля 1682, там же) — французский дворянин, сеньор Варен и Пти-Пре, барон Моренвиля, маркиз, собственник и губернатор Гваделупы. Основатель города Бас-Тер, являющегося сегодня административным центром региона.

## Биография
Шарль Уэль родился Париже в семье Луи Уэля (фр. Louis Houël), нормандского дворянина, советника короля и в последствии одного из сооснователей Компании Новой Франции.
4 марта 1643 года Уэль был назначен Компанией Американских островов на должность губернатора Гваделупы, хорошо проявив себя годом ранее в экспедиции на остров с целью оценки общей ситуации. Вероятно, назначению также поспособствовали связи и могущественные покровители Шарля в высших торговых и финансовых кругах Парижа, так как на момент назначения Уэль официально даже не числился в Компании и присоединился к ней лишь 21 марта. 3 сентября Уэль прибыл на Гваделупу и вступил должность, заменив Жана Обера (фр. Jean Aubert). 
В 1649 году Шарль Уэль при финансовой поддержке своего шурина Жана де Буассере (фр. Jean de Boisseret) выкупил Гваделупу у обанкротившейся к тому времени Компании Американских островов. В этом же году им был основан город Бас-Тер, а для защиты поселения заложен форт Уэль, ныне известный как форт Дельгрес. Ранний форт представлял собой простую квадратную трёхэтажную башню-донжон, к которой в дальнейшем были достроены стены, образовавшие два внутренних двора. Сегодня форт является историческим памятником острова. В 1653 году по приказу Уэля был возведён форт на острове Мари-Галант. Под управлением Уэля на Гваделупе началось активное развитие плантаций и производство сахарного тростника, какао и кофе.  
Вскоре после смерти Жана де Буассере права на владение островом начали оспаривать его наследники, что в конце концов привело к разделу острова между собственниками — Уэлю достались окрестности горы Сен-Луи. В 1664 году в связи с созданием Французской Вест-Индской компании и передачей ей монополии на торговлю сахаром, права на владение островом были отозваны Людовиком XIV. Шарль Уэль, вернувшись во Францию и будучи не согласным с этим решением, отказался от компенсации и безуспешно пытался оспорить королевское решение в суде.  
20 марта 1681 года Уэль получил назначение на должность королевского секретаря по вопросам финансов. Немногим более чем через год, 22 апреля 1682 года Шарль Уэль скончался.  
Шарль Уэль состоял в браке с Анной Энселен (фр. Anne Hincelin), у них было двое детей: дочь (род. 1658), чьё имя не сохранилось, и сын Шарль (26 января 1659 — 29 января 1736), ставший в последствии губернатором острова Ре.  